# L'affiche rouge
L'affiche rouge é um filme francês de 1976, dirigido por Frank Cassenti.

## Sinopse
Um grupo de emigrantes resistentes é executado pela Gestapo em 1944. Trinta anos mais tarde, actores de teatro preparam um espectáculo ao ar livre sobre a sua história, na qual pessoas envolvidas e os descendentes podem depor criticamente.
A combinação de flashbacks, discussões e teatro, são uma boa ilustração da teoria teatral de Brecht sobre o efeito didáctico e político.

## Elenco
- Anicée Alvina
- Pierre Clémenti
- Roger Ibanez
- Julian Negulesco
- Malka Ribowska
- Jacques Rispal
- Laszlo Szabo
- Maia Wodewska